# Chlorophthalmus chalybeius
Chlorophthalmus chalybeius är en fiskart som först beskrevs av Goode, 1881.  Chlorophthalmus chalybeius ingår i släktet Chlorophthalmus och familjen Chlorophthalmidae. Inga underarter finns listade i Catalogue of Life.